# Glopeken
Der Glopeken (russisch Ледник Космонавтов Lednik Kosmoniawtow, deutsch ‚Kosmonautengletscher‘) ist ein 40 km langer Gletscher an der Prinzessin-Astrid-Küste des ostantarktischen Königin-Maud-Lands. Er fließt in nördlicher Richtung entlang der Ostflanke des Conradgebirges in der Orvinfjella im zentralen Teil des Fimbulheimen und mündet nach Vereinigung mit dem Gletscher Somoveken in das Lasarew-Schelfeis.
Die Benennung des Gletschers geht auf norwegische Wissenschaftler zurück.